# Mobara
Mobara (jap. 茂原市 Mobara-shi) – miasto w środkowej części Japonii (prefektura Chiba) na głównej wyspie Honsiu (Honshū). Zajmuje powierzchnię 99,92 km². W 2020 r. mieszkało w nim 86 821 osób, w 37 049 gospodarstwach domowych  (w 2010 r. 93 012 osób, w 35 939 gospodarstwach domowych).

## Miasta partnerskie
- Salisbury